# 洛古多罗方言
洛古多罗方言（Logudorese）是薩丁尼亞語的主要两个方言之一，使用者主要分布在萨丁岛的中部和南部地区。洛古多罗是意大利的一个地区（字面上意思是“黄金地带”），主要包括奥基尔里和努奥罗地区，经粗略计算，约15,000平方公里的地区，500,000–700,000居民，它的ISO/DIS 639-3代码是src。
主要受拉丁语影响。不同于拉丁语，在/i,e/前的G,K不上腭音化，试着与罗曼语族其他语言比较，chentu(一百)(洛古多罗方言)cento /'tʃento/(意大利语), ciento /θiento/(西班牙语)cent /sã/ (法语/θ/ and /s/ from /ts/)。

## 起源和特点
加利亚里大学的教授埃度亚多·布拉斯科·费雷尔(Eduardo Blasco Ferrer)是研究洛古多罗方言起源的著名学者之一，他的研究发现洛古多罗方言与伊特鲁里亚语、拉丁语、西班牙语(特别是阿拉贡语)有紧密联系，在与撒丁岛另一方言坎皮达诺方言对比中，发现它们有共同的词根，但又经历不同的演变，坎皮达诺方言与南地中海语言有更明显的联系。一些词根还不能被译解，如某个词源学词根“nur”,例如在“努拉格”(撒丁岛的古老遗迹，也指努拉格时期)一词中，还有其它一些地名中。
也许最有趣的特点是洛古多罗的历史，它不受污染且变化缓慢，所以保留了许多演变的痕迹。

## 方言
洛古多罗方言有许多种亚方言，几乎是以村来划分的，但不管怎么不同，互相之间是能够沟通的。

## 作家
许多撒丁岛诗人和文学家用薩丁尼亞語写作，参看作家列表list of authors。